# Municipio de Lafayette (Míchigan)
El municipio de Lafayette (en inglés: Lafayette Township) es un municipio ubicado en el condado de Gratiot en el estado estadounidense de Míchigan. En el año 2010 tenía una población de 591 habitantes y una densidad poblacional de 6,34 personas por km².

## Geografía
El municipio de Lafayette se encuentra ubicado en las coordenadas 43°20′6″N 84°25′41″O / 43.33500, -84.42806. Según la Oficina del Censo de los Estados Unidos, el municipio tiene una superficie total de 93.26 km², de la cual 93,24 km² corresponden a tierra firme y (0,01 %) 0,01 km² es agua.

## Demografía
Según el censo de 2010, había 591 personas residiendo en el municipio de Lafayette. La densidad de población era de 6,34 hab./km². De los 591 habitantes, el municipio de Lafayette estaba compuesto por el 96,95 % blancos, el 0,17 % eran amerindios, el 1,69 % eran de otras razas y el 1,18 % eran de una mezcla de razas. Del total de la población el 4,74 % eran hispanos o latinos de cualquier raza.